# ابومحمد شریعی
ابومحمد حسن شریعی از مدعیان نیابت خاص از امام زمان است. وی نخستین کسی بود که دعوی نیابت خاص از جانب مهدی موعود را کرد. او از اصحاب علی نقی، امام دهم و حسن عسکری، امام یازدهم شیعیان به شمار می‌آمد. او نخستین کسی است که مدعی مقام مهدویت شد.
مراجع شیعه او را «ملعون» و «دروغین» می‌دانند و شیخ طوسی در کتاب الغیبة مدعی شد که «توقیعی از جانب مهدی دربارهٔ لعن و دوری از وی صادر شده است».